# Раменье (Торжокский район)
Раменье — деревня в Торжокском районе Тверской области, входит в состав Тверецкого сельского поселения.

## География
Деревня находится в 4 км на запад от центра поселения посёлка Тверецкий и в 28 км на север от города Торжка. 

## История
Строительство каменного храма началось в 1826 году, вчерне завершилось в 1832 году. В 1833 году был освящен придел во имя святителя Василия Великого в трапезной. Особенности проекта храма позволяют уверенно приписать его И.Ф. Львову. Глaвный престол был освящен в 1840 году. В храме было два престолa - Покрова Пресвятой Богородицы и Василия Великого.
Церковь закрыта в 1930-х гг.
В конце XIX — начале XX века село являлось центром Раменской волости Новоторжского уезда Тверской губернии. 
С 1929 года деревня являлась центром Раменского сельсовета Торжокского района Тверского округа Московской области, с 1935 года — в составе Калининской области, с 1994 года — в составе Тверецкого сельского округа, с 2005 года — в составе Тверецкого сельского поселения.

## Население
| 1859 | 1884 | 2002 | 2010 |
| ---- | ---- | ---- | ---- |
| 283  | ↘265 | ↘9   | ↘6   |

## Достопримечательности
В деревне находится действующая Церковь Покрова Пресвятой Богородицы (1832).